# روزا (شهر)
شهر روزا (به روسی: Руза) در کشور روسیه و در اوبلاست مسکو واقع شده‌است.